# خليل عثمان
خليل عثمان محمود رجل أعمال سوداني لعب دورًا مهمًا في التنمية الصناعية والاقتصادية للبلاد.

## الحياة مهنية
ولد خليل عثمان محمود ونشأ بمدينة الدويم بولاية النيل الأبيض. تم تدريبه كطبيب بيطري، لكن خليل بدأ العمل في عام 1968 وبدأ في الكويت مع شركة متخصصة في صيد الجمبري. أصبحت الشركة من أكبر شركات صيد الروبيان في منطقة الخليج العربي.
طوال حياته المهنية، قام خليل بتنويع استثماراته وأنشأ العديد من الأعمال التجارية بنجاح في جميع أنحاء العالم. تضمنت بعض مشاريعه البارزة الاستثمار في كندا في صناعة الأخشاب والأخشاب، ومصايد الأسماك في الصومال، ومنتجات الألبان الهولندية، وبناء مصانع الكبريت في نيجيريا والكونغو كينشاسا. يُعد من رواد ريادة الأعمال السودانية ويُنسب إليه الفضل في إنشاء ما يقرب من 60 ٪ من القطاع الصناعي الحديث في السودان.  
كان خليل أول رجل أعمال سوداني بدأ الإنتاج الحديث على نطاق واسع في مختلف القطاعات، مثل إنتاج ألواح الحبيبات، والأدوية، والمنسوجات، وتصنيع الزجاج من خلال شركة الخليج الدولية.   لعب دورًا حيويًا في تعزيز النمو الاقتصادي للسودان بصفته مستشارًا رئاسيًا اقتصاديًا ولعب دورًا رئيسيًا في تأمين التمويل للمشاريع الكبرى مثل شركة سكر كنانة،   أحد أكبر مصانع السكر في العالم ومصدرًا مهمًا للإيرادات لاقتصاد السودان.   
كانت استثمارات خليل في السودان واسعة النطاق، وأسس العديد من الشركات في مختلف الصناعات، بما في ذلك إنتاج الكبريت والتوزيع، وتصنيع الزجاج، والمنظمات الزراعية، والتعبئة والتغليف، والصناعات الكيماوية، وغيرها. ركزت مبادئه واستراتيجياته التجارية على الجمع بين الخبرة الفنية الدولية للاستفادة من الموارد الأفريقية من خلال رأس المال العربي مما أدى إلى إمبراطورية أعمال ناجحة ومتنوعة للغاية.  
إلى جانب نجاح أعماله، ساهم خليل في تطوير التعليم والرعاية الصحية وفرص العمل لآلاف الأشخاص في السودان وخارجه. بنى المدارس والمستشفيات، وظف الآلاف في مصانعه وشركاته، ودعم المحتاجين من خلال مختلف المبادرات الخيرية. 
في عام 1971 نشب خلاف داخل المؤسسة العسكرية تحول إلى تمرد عسكري جديد نفذته مجموعة من الضباط أعلنوا نيتهم محاربة "استعمار جديد" وإنهاء التبعية للغرب الذي اتهموا به نظام جعفر نميري. لكن التمرد استمر 3 أيام فقط، وبعدها تدخلت قوى دولية وإقليمية بقيادة مصر وليبيا بشراكة بريطانية، إلى جانب دعم داخلي لهذا التدخل بقيادة خليل عثمان، مما ساعد في القضاء على التمرد في وقت قصير. أعيدت السلطة إلى النميري.
جرد النميري, خليل عثمان من وسام الابن الصالح للسودان قبل أن يسجنه مع محمود محمد طه عام 1982.